# Небо, полное призраков
Небо, полное призраков (англ. A Sky Full of Ghosts) — четвёртый эпизод американского документального телевизионного шоу «Космос: пространство и время». Премьера эпизода состоялась 30 марта 2014 года на телеканале Fox, а 31 марта 2014 года — на телеканале National Geographic Channel. Эпизод представляет собой разносторонний обзор «черных дыр», начиная с предположения Джона Мичелла о существовании «невидимой звезды» и кончая фантастическими путешествиями в другие точки Вселенной. Название эпизода является намёком на тот факт, что свет тратит годы, века и даже тысячелетия на то, чтобы добраться до Земли, в результате чего можно предположить, что звёзды, которые его испустили, уже могут не существовать.

## Сюжет
Тайсон начинает эпизод с объяснений понятия скорости света и обсуждения того факта, что свет множества звёзд и галактик в наблюдаемой Вселенной доходит до нас через миллионы лет после того, как он начал свой путь. Далее раскрывается, как современная астрономия использовала этот факт, известный как концепция глубокого времени, чтобы вычислить дату Большого взрыва и возраст наблюдаемой Вселенной.
Тайсон продолжает рассказ повествованием о том, как труды Исаака Ньютона, Уильяма Гершеля, Майкла Фарадея и Джеймса Клерка Максвелла способствовали пониманию природы электромагнитных волн и гравитации, а также о том, как эти труды подтолкнули Альберта Эйнштейна к разработке Теории Относительности и пониманию света как фундаментальной константы вселенной, а гравитации — как искажения в пространстве-времени. Тайсон также описывает понятие тёмных звезд, которые, как утверждал Джон Мичелл, нельзя увидеть, но которые можно обнаружить по воздействию, которое они оказывают на другие, видимые, звёзды, попавшие в их гравитационную ловушку. Этой идеей Уильям Гершель пользовался для обнаружения систем двойных звёзд.
Тайсон после этого описывает чёрные дыры, их природу, их гравитационные силы, способные притягивать даже свет, и способность испускать рентгеновские лучи, что позволит их обнаружить так же, как была обнаружена чёрная дыра Лебедь X-1 в созвездии Лебедя. Тайсон использует «корабль воображения», чтобы показать чёрную дыру вблизи и рассказать о деформации ткани пространства-времени и релятивистском замедлении времени, как о событиях вблизи горизонта событий чёрной дыры, и что это может привести к путешествию в другие точки пространства и даже стать способом путешествия во времени. Тайсон заканчивает эпизод рассказом о том, как сын Уильяма Гершеля, Джон, был вдохновлен своим отцом и продолжил документировать известные звёзды, а также сделал вклад в развитие фотографии, искусство которой также, как и астрономия, позволяет использовать концепцию глубокого времени.
Анимированные вставки показывают Уильяма Гершеля и его маленького сына Джона, гуляющих по пляжу и беседующих о звёздах; Уильяма Гершеля в них озвучил Патрик Стюарт.

## Рейтинг и отзывы
Эпизод получил положительные отзывы; один из критиков отозвался об эпизоде следующем образом: «интересное и информативное изложение — залог высокого уровня производственного качества».
Премьеру эпизода в прямом эфире на канале Fox посмотрело 3,91 миллиона зрителей. При этом рейтинг эпизода в возрастной категории 18-49 составил 1,5/4. В результате эпизод занял третье и последнее место среди эпизодов своего таймблока, уступив эпизодам телесериалов «Воскрешение» и «Верь», и тринадцатое место среди восемнадцати премьер той же ночи.